# Friaize
Friaize é uma comuna francesa na região administrativa do Centro, no departamento Eure-et-Loir. Estende-se por uma área de 10,72 km². Em 2010 a comuna tinha 251 habitantes (densidade: 23,4 hab./km²).